# Ippon
Ippon [ˈipːon] (jap. 一本) ist ein japanischer Ausdruck für 'eins'. Es ist eine Besonderheit der japanischen Sprache, dass Zahlwörter mit einem Zählersuffix verändert werden können, das von der Form des gezählten Objekts abhängt. Hon/Bon/Pon ist ein Zählersuffix für längliche Dinge, zum Beispiel Flaschen, Finger oder Stifte. 一 (ichi) und 本 (hon) werden also zu 一本 (Ippon) zusammengezogen. Was nun genau mit Ippon gemeint ist, hängt vom Zusammenhang ab. 

## Mögliche Bedeutungen

### Budō
In den Budō-Kampfkünsten und -Sportarten wie Jūdō, Kendō und Karate bedeutet Ippon einen Punkt bzw. Treffer im Wettkampf:

### Jūdō
Ein Ippon im Judo bedeutet immer den sofortigen Sieg für den Judoka und ist damit die höchste mögliche Wertung.
Sie wird für einen technisch sauberen Wurf oder eine für 20 Sekunden (bis 2013: 25 Sekunden) durchgehend ausgeführte Festhaltetechnik vergeben. Ebenfalls erhält ein Kämpfer ein Ippon, wenn der Gegner nach einem Hebel- oder Würgeangriff aufgibt oder kampfunfähig ist. Wird ein Wettkämpfer mit „Hansoku-make“ bestraft, so wird der andere Wettkämpfer sofort zum Sieger erklärt, was einem Ippon entspricht.

### Kendō

Die Trefferflächen im Kendo bzw. datotsu-bui.

Im Kendo wird ein Wettkampf durch Ippon entschieden. In der regulären Kampfzeit, die je nach Wettkampfart variiert, muss ein Kendoka zwei Ippon erzielen, um den Kampf zu gewinnen. Bei einem Unentschieden wird der Sieger in der zeitlich unbegrenzten Verlängerung (Ensho) durch einen einzigen Ippon ermittelt. 
Um einen Punkt zu erreichen, muss ein Kendōka diverse Kriterien erfüllen (yūkō-datotsu / 有効打突). Die Angriffsmöglichkeiten sind im Kendō auf vier Trefferflächen begrenzt (Datotsu-bui). Den Kopf (Men), die Handgelenke (Kote), den Bauch (Do) und den Kehlkopf (Tsuki). Die spezielle Rüstung (Bogu) schützt diese Stellen. Zum Kehlkopf erfolgt ein Stich, die anderen Trefferflächen müssen mit einer schnittartigen Bewegung getroffen werden. Dabei muss mit der richtigen Stelle des Shinais getroffen werden, die der optimalen Schnittfläche eines Schwertes entspricht. Außerdem ist der korrekte Einsatz des gesamten Körpers notwendig, um den Schlag mit ausreichend Energie zu führen. Ein Stampfschritt mit dem vorderen Fuß (Fumi-komi-ashi) ist Bestandteil dieser Bewegung. 
Des Weiteren hat ein Schrei (Kiai) zu erfolgen, der ebenfalls die Energie des Angriffs steigert und die Absicht des Attackierenden bezeugt. Auch nach erfolgtem Schlag muss der Kämpfer noch aufmerksam sein, die korrekte Haltung bewahren und seinen Gegner im Auge und unter Kontrolle halten (Zanshin). Nur wenn alle diese Aspekte vorhanden sind, wird ein Treffer als valider Angriff gewertet und ein Ippon vergeben.

### Karate
Trifft eine Technik im Wettkampf ihr Ziel, wird im Karate zwischen einem Ippon (einem ganzen Punkt) und einem Waza’ari (技有り) (einem halben Punkt) unterschieden. Ob eine Technik als Ippon oder Waza’ari gewertet wird, hängt in erster Linie von der Schlagkraft, der getroffenen Körperstelle und von der Reaktion des Gegners ab.
Der Wettkampf wurde im Karate in den 1950er Jahren von Nakayama Masatoshi, einem Schüler Funakoshis, begründet. Der traditionelle Wettkampf wird in der Philosophie des Shōbu-Ippon (勝負一本) ausgetragen und symbolisiert „Ikken-hissatsu“ (一拳必殺). Das bedeutet „den Gegner mit einem Schlag zu töten“. Gemeint ist, dass derjenige gewinnt, der sozusagen die erste Technik „platziert“. Die Technik muss kurz vor der Trefferfläche „arretiert“, also abgestoppt, werden. Das erfordert nicht nur ein gutes Auge. Bis in die 1980er Jahre hinein war dies die verbreitetste Form des Freikampfes. Heute gibt es neben dem traditionellen japanischen Ippon- weitere Wettkampf-Formen, wie das Sanbon-System, bei dem für einen Sieg drei Punkte benötigt werden. 
Diese folgen nicht mehr dem Ikken-Hissatsu und wurden unter anderem als Zugeständnisse an die Zuschauer und zum Anreiz für athletische und anspruchsvollere Techniken eingeführt. 